# Gare de Sarreinsming
La gare de Sarreinsming est une gare ferroviaire française de la ligne de Mommenheim à Sarreguemines, située à Remsbach, sur le territoire de la commune de Sarreinsming, dans le département de la Moselle, en région Grand Est.
La Lorraine est allemande, lorsqu'elle est mise en service en 1895 par la Direction générale impériale des chemins de fer d'Alsace-Lorraine.
La gare est désormais fermée à tout trafic.

## Situation ferroviaire
Établie à 212 mètres d'altitude, la gare de Sarreinsming est située au point kilométrique (PK) 70,351 de la ligne de Mommenheim à Sarreguemines, entre les gares fermées de Zetting et de Rémelfing.

## Histoire
La station de Sarreinsming est mise en service le 1er octobre 1895 par la Direction générale impériale des chemins de fer d'Alsace-Lorraine (en allemand : Kaiserliche Generaldirektion der Eisenbahnen in Elsaß-Lothringen (EL)) lorsqu'elle ouvre à l'exploitation la ligne de Kalhausen à Sarreguemines.
La desserte ferroviaire de cette halte a été interrompue en décembre 2018, et remplacée par une substitution routière (autocars effectuant la liaison TER Grand Est Sarreguemines – Sarre-Union).

## Patrimoine ferroviaire
L'ancien bâtiment voyageurs à la façade en pierres de taille et sa remise à marchandises, accolée, sont devenus une habitation privée. Doté de trois travées à chaque étage, il appartient à un plan-type du réseau EL assez répandu pour les gares de faible importance.